# دراسات النوع الاجتماعي

رموز لعدة هويات جندرية

دراسات النوع الاجتماعي أو دراسات الجندر (بالإنجليزية: Gender studies) هو فرع متداخل الاختصاصات مكرّس لدراسة الهوية الجندرية والتمثيل الجندري كتصانيف مركزية للتحليل. يشمل الحقل على دراسات المرأة (تُعنى بالنساء والنسوية والسياسة) ودراسات الرجال ودراسات أحرار الجنس. أحياناً تُقدم دراسات النوع الاجتماعي بالترافق مع دراسة النشاط الجنسي عند الإنسان.
تعمل هذه التخصصات على دراسة الجنس والنشاط الجنسي في حقول الأدب واللغة والجغرافية والتاريخ والعلوم السياسية وعلم الاجتماع وعلم الإنسان والسينما ودراسات الإعلام والنمو البشري والقانون والطب. كما تحلل كيف تتداخل عوامل مثل العرق والإثنية والمكان والطبقة والجنسية والإعاقة مع تصانيف النوع الاجتماعي والنشاط الجنسي.
قالت سيمون دي بوفوار فيما يتعلق بالجندر (النوع الاجتماعي): «الإنسانة لا تولد امرأة بل تصبح واحدة.» تقترح وجهة النظر هذه بأنه ينبغي استخدام مصطلح «جندر» في حقل دراسات النوع الاجتماعي للإشارة إلى البناءات الاجتماعية والثقافية للذكوريات والأنوثيات وليس للإشارة لحالة كون الفرد ذكراً أو أنثى بكليته. إلّا أن هذا الرأي لا يتشاركه جميع منظري النوع الاجتماعي. ويدعم وجهة نظر بوفوار كثير من علماء الاجتماع، إلّا أنه يوجد الكثير من المساهمين الأخرين في حقل دراسات النوع الاجتماعي ممن ينتمون لخلفيات مختلفة مثل المحلل النفسي جاك لاكان والنسويين من أمثال جوديث بتلر.
يرتبط النوع الاجتماعي بالعديد من التخصصات، مثل النظرية الأدبية، ودراسات الدراما، ونظرية الأفلام، ونظرية الأداء، وتاريخ الفن المعاصر، وعلم الإنسان، وعلم الاجتماع، واللغويات الاجتماعية، وعلم النفس. وتختلف هذه التخصصات مع ذلك في بعض الأحيان، في مناهجها حول سبب وكيفية دراسة النوع الاجتماعي. على سبيل المثال، غالبا ما يُدرس النوع الاجتماعي، في علم الإنسان وعلم الاجتماع وعلم النفس، كممارسة، بينما يُدرس في الدراسات الثقافية أكثر كتمثيلات النوع الاجتماعي. يُرى النوع الاجتماعي في السياسة، بصفته خطابا أساسيا، يوظفه السياسيون من أجل تدعيم موقفهم في العديد من القضايا. تعتبر دراسات النوع الاجتماعي أو دراسات الجندر تخصصا في حد ذاته، تتضمن طرق ونُهُج من مجموعة واسعة من التخصصات.
يمكن تقسيم النوع الاجتماعي وفقًا لسام كيلرمان، إلى ثلاث فئات هي، الهوية الجندرية، والتعبير الجندري، والجنس البيولوجي. هذه الفئات الثلاث هي طريقة أخرى لتقسيم النوع الاجتماعي إلى بنى اجتماعية وبيولوجية وثقافية مختلفة. تركز هذه البنى على كون الأنوثة والذكورة، هيئتان مرنتان، وكيف يمكن أن تتقلب معانيهما اعتمادًا على القيود المختلفة المحيطة بهما.

## تأثير ما بعد الحداثة
أثر ظهور نظريات ما بعد الحداثة على دراسات الجندر، وتسبب في حركة في نظريات الهوية بعيدا عن مفهوم الهوية الجندرية الثابتة أو الراسخة، نحو هويات ما بعد الحداثة المتعددة والمرنة. كان تأثير ما بعد البنيوية، وجانب نظريتها الأدبية ما بعد الحداثية، على دراسات الجندر هو الأبرز في تحديها للروايات الكبرى. مهدت مرحلة ما بعد البنيوية الطريق لظهور نظرية الكُوير في دراسات الجندر، ما استلزم توسيع مجال اختصاصها لتشمل الجنسانية.
واتجهت دراسات الجندر- بالإضافة لاحتوائها دراسات الجنسانية، تحت تأثير ما بعد الحداثة- نحو دراسات الذكورة، بسبب عمل علماء الاجتماع والمنظرين مثل ر. دبليو كونيل، ومايكل كيميل، وي. أنثوني روتوندو.
أدت هذه التغييرات والتوسعات إلى بعض الخلافات في هذا المجال، مثل الخلافات بين نسويي الموجة الثانية ومنظرّي الكُوير (حرّ الجنس). يكمن الخط الفاصل بين هذين التيارين، في المشكلة كما يراها النسويون ويجادل فيها منظرّو الكُوير، بأن كل شيء مجزأ، وليس أن الموضوع هو فقط نفي كونه سرد كبير ولكن أنه ليس هناك اتجاهات أو فئات. يجادل النسويون بأن هذا يمحو مكونات النوع الاجتماعي تمامًا، لكنه لا يُعادي ديناميات السلطة التي يتوافق معها النوع الاجتماعي. وبمعنى آخر، لا تؤدي حقيقة أن الجندر مبنيّ اجتماعيا، إلى التراجع عن حقيقة وجود طبقات مضطهدة بين الأنواع الاجتماعية.

## تطور النظرية

### لمحة تاريخية
ينظر تاريخ دراسات الجندر في المنظورات المختلفة للجندر. يبحث هذا التخصص في الطرق التي تحدد بها الأحداث التاريخية والثقافية والاجتماعية دور النوع الاجتماعي في المجتمعات المختلفة. ينظر مجال دراسات الجندر في الاختلافات الجنسية، والتعريفات الأقل ثنائية لتصنيف النوع الاجتماعي، إضافة لتركيزه على الاختلافات بين الرجال والنساء.
عززت حركة تحرير المرأة في الستينيات والسبعينيات بعد ثورة الاقتراع العام في القرن العشرين، إعادة النسويات النظر حول «الاستجواب الفعال» لنُسخ التاريخ المعتادة والمقبولة، كما عُرفت في ذلك الوقت. كان هدف العديد من الباحثين النسويين، التشكيك في الافتراضات الأصلية المتعلقة بخصائص المرأة والرجل، وقياسها فعليًا، والإبلاغ عن الاختلافات الملحوظة بين النساء والرجال. كانت هذه البرامج في البداية، نسوية في الأساس، وصُممت للاعتراف بالإسهامات التي قدمتها النساء، كما يُعترف بإسهامات الرجال. بدأ الرجال لاحقا في النظر إلى الذكورة بنفس الطريقة التي نظرت بها النساء إلى الأنوثة، وطوروا مجالًا من الدراسات يسمى «دراسات الرجل». ولم يدرك الباحثون حاجة البحث في مجال الجنسانية، حتى أواخر الثمانينيات والتسعينيات من القرن العشرين، وكان هذا بسبب الاهتمام المتزايد بحقوق المثليين والمثليات، ووجد الباحثون أن معظم الأفراد يربطون بين الجنسانية والجندر معًا، ولم يعتبروهما كيانين منفصلين.
وُجدت برامج الدكتوراه الخاصة بدراسات المرأة منذ عام 1990، وعلى الرغم من ذلك كان أول برنامج للدكتوراه للحصول على شهادة دكتوراه محتملة في دراسات الجندر في الولايات المتحدة، في نوفمبر عام 2005.
أصبحت جامعة كابول أول جامعة في أفغانستان، تقدم شهادة ماجستير في دراسات الجندر ودراسات المرأة في عام 2015.

### دراسات المرأة
دراسات المرأة هي مجال أكاديمي متعدد التخصصات، ومكرّس لمواضيع تتعلق بالمرأة، والنسوية، والجندر، والسياسة. وتشمل غالبا، النظرية النسوية، وتاريخ المرأة (على سبيل المثال تاريخ حق المرأة في الاقتراع)، والتاريخ الاجتماعي، وخيال المرأة، وصحة المرأة، والتحليل النفسي النسوي، والممارسة المؤثرة لدراسات الجندر في معظم العلوم الإنسانية والاجتماعية.

### دراسات الرجل
دراسات الرجال هي مجال أكاديمي متعدد التخصصات، ومكرس لمواضيع تتعلق بالرجل، والذكورية، والجندر، والسياسة. وتشمل غالبا النظرية النسوية، وتاريخ الرجال والتاريخ الاجتماعي، وخيال الرجال، وصحة الرجال، والتحليل النفسي النسوي، والممارسة المؤثرة لدراسات الجندر والنسوية في معظم العلوم الإنسانية والاجتماعية. يقترح تيموثي لوري وآنا هيكي مودي أنه «لطالما وُجدت مخاطر في مأسسة «دراسات الذكورة» كمجتمع شبه منغلق، وأشارا إلى أن الغلبة المؤكدة المقابلة للفلسفة النسوية تطارد معظم الأبحاث الذكورية».

### جوديث بتلر
مفهوم الأداء الجندري هو جوهر كتاب الفيسلوفة ومنظّرة الجندر جوديث بتلر «إشكالية الجندر». يعبر الأداء الجندري والجنس والجنسانية في تعابير بتلر، عن السلطة في المجتمع. وتضع موقع البنية الخاصة بـ «المواضيع الجنسية والجندرية والشهوانية» ضمن «الخطابات التنظيمية». يتعلق جزء من حجة بتلر، بدور الجنس في بنية الجنسانية والنوع الاجتماعي «الطبيعي» والمتسق.
يُنظر للنوع الاجتماعي والغيرية الجنسية في قصتها، على أنهما طبيعيان، لأن تضاد جنس الذكور وجنس الإناث يعتبر طبيعيا في المخيلة الاجتماعية.

## الانتقادات
يجادل المؤرخ والمُنظّر برايان بالمر بأن الاعتماد الحالي لدراسات النوع الاجتماعي على مرحلة ما بعد البنيوية- مع تجسيدها للخطاب وتجنبها هياكل القمع وكفاح حركة المقاومة- يحجب أصول ومعاني وعواقب الأحداث والإجراءات التاريخية، وهو يسعى إلى مواجهة الاتجاهات الحالية في دراسات الجندر، بحجة ضرورة تحليل التجارب الحية وهياكل التبعية والسلطة.
تقترح المؤلفتان دافني باتاي ونوريتا كويرتج، أن محاولة جعل دراسات المرأة في خدمة أجندة سياسية، قد أدت إلى نتائج إشكالية مثل المنح الدراسية المشكوك بها، والممارسات التربوية التي تشبه التلقين أكثر من التعليم.